# Подводен край на континентите
Подводния край на континентите представляват периферна част на Световния океан, като по геоложки строеж и релеф, представляват продължение на сухоземните части на континентите.
Общата площ на подводния край на континентите е около 81,5 млн. km² (14% от площта на Земята) и се състои от 3 участъка: континентален шелф, континентален склон и континентално подножие. Земната кора в пределите на подводния край на континентите се отнася към континенталния тип земна кора. В някои райони той се характеризира с малка раздробеност на релефа и отсъствие на шелф, континентален склон и континентално подножие и носи името „бордерленд“. В тектонско отношение подводния край на континентите обичайно се отнася към континенталните платформи, но на места се наблюдават проявления на сеизмичност и млад вулканизъм. Подводните части на континентите са арена на най-активните подводни процеси (дейност на вълните, приливи и отливи, морски течения, плаващи ледове, морски организми). Благодарение на близостта си до сушата в неговите предели постъпва голямо количество теригенен материал, като най-мощните натрупвания и наслоявания тук се образуват в падините на шелфовата зона, по краищата на подводните плата и в пределите на континенталните подножия. Подводния край на континентите се отличава с голяма пъстрота на дънните наслаги (утайки), особено в пределите на шелфа, което се обяснява не само с разнообразието на фациалната обстановка, но и с широкото разпространение в шелфа на реликтови наслаги със субареален генезис. Подводните части на континентите са най-достъпната част от морското дъно за стопанско усвояване, където се извършва добив на нефт и газ (в шелфа), разработват се подводни рудни залежи, промишлен улов на риба и други морски животни и др.